# Хаулин Уулф
Честър Артър Бърнет (10 юни 1910 – 10 януари 1976), по-известен като Хаулин Уулф (на английски: Howlin' Wolf, „Виещият вълк“) е американски блус певец и китарист.
С бумтящия си глас и внушителното си присъствие Бърнет се нарежда сред водещите изпълнители на електрически блус. Музикантът и критик Къб Кода заявява, че „никой не може да се сравнява с Хаулин Уулф в способността му да разтърси мястото до основи и същевременно да впечатли домакините с остроумието си“. Много от песните, изпълнени от Бърнет, като например „Smokestack Lightnin'“, „Back Door Man“ и „Spoonful“, стават блус стандарти.
Освен със 198-сантиметровия си ръст и почти 136-те си килограма той налага присъствието си и със силния си и най-запомнящ се глас от всички чикагски блус изпълнители от 50-те години. Гласът му е сравняван със „звука от тежка машина, работеща на черен път“. Този грубоват, леко страховит музикален стил контрастира с недотам суровото, но също мощно звучене на неговия съвременник и професионален съперник Мъди Уотърс (въпреки че според различни сведения двамата не са били толкова различни като характери), като двамата представят двата основни стълба в чикагския блус.
Хаулин Уулф, Сони Бой Уилямсън II, Литъл Уолтър, Уили Диксън и Мъди Уотърс са сред музикантите, сочени като най-големите записвали за Chess Records. Сам Филипс заявява: „Когато чух Хаулин Уулф, си казах Това е за мен. Тук душата на човек никога не умира. Той беше висок близо два метра и имаше най-големите крака, които бях виждал. Даже един от прякорите му беше „Big Foot Chester“. Той седеше с разкрачени крака и свиреше само на хармониката си, но ти казвам, най-хубавото шоу, което би могъл да видиш днес, е – това изпълнение на Честър Бърнет в моето студио. Боже, заслужаваше си да видиш страстта, изписана на лицето на този човек, докато пее. Очите му святкаха и вените по шията му бяха изхвръкнали, и, приятелю, в съзнанието на този човек нямаше място за нищо друго, освен за песента. Той пееше с цялата си дяволската душа.“ През 2004 г. списание Rolling Stone нарежда Хаулин Уулф на 51-во място в класацията си „100-те най-велики изпълнители на всички времена“.

## Живот
Роден в Уайт Стейшън, Мисисипи, близо до Уест Пойнт, Хаулин Уулф е кръстен на 21-вия президент на САЩ Честър Артър. Още като малък получава прякорите Big Foot Chester и Bull Cow. Самият той обяснява, че прякорът Хаулин Уулф (Виещия вълк) му е даден от дядо му (Джон Джонс), който му разказвал истории за вълци, които щели да го хванат, ако не се държи добре. Според документалния филм „Историята на Хаулин Уулф“ родителите му се разделили, когато момчето било още малко. Религиозната му майка Гертруд го изгонва от къщи, понеже момчето не искало да работи във фермата. Той се премества при чичо си Уил Йънг, който обаче се отнася към него лошо. На 13-годишна възраст избягва от чичо си като твърди, че е извървял бос 137 км, за да отиде при баща си, където успява да намери спокойствие и щастлив дом в голямото му семейство. На върха на славата си той се завръща в родния си град, за да види майка си отново, но е разочарован от нейното отхвърляне и от отказа ѝ да приеме парите, които той ѝ предлага, под предлога, че те са спечелени от „дяволската музика“.
През 1930 г., Хаулин Уулф се запознава с Чарли Патън – най-популярния блусмен по делтата на Мисисипи по това време. Уулф седи всяка вечер в заведенията, където Патън свири, за да го слуша. Двамата стават близки и скоро Патън започва да му дава уроци по китара. Първата песен, която научава, е „Pony Blues“ на Патън. Случва се и двамата да свирят заедно на различни места по делтата на Мисисипи.
Уулф се вдъхновява и от други известни блусмени от този период, като Mississippi Sheiks, Слепия Лемън Джеферсън, Ма Райни, Лони Джонсън, Слепия Блейк, Тампа Ред и Томи Джонсън (две от най-ранните песни, които овладява, са неговата „Match Box Blues“ и „How Long, How Long Blues“ на Лерой Кар). Кънтри певеца Джими Роджърс е идол на младия Честър. Той се опитва да копира „блус йодела“ на Роджърс, но вижда, че звучи повече като ръмжене или вой, което го задоволява напълно. Свиренето му на хармоника е подражание на модела на Сони Бой Уилямсън II, който го учи как да свири, когато Уулф се премества в Паркин, Арканзас през 1933 г.
През 30-те Уулф свири в Юга като солов изпълнител с различни блус музиканти, включително Флойд Джонс, Джони Шайнс, Хънибой Едуардс, Сони Бой Уилямсън II, Робърт Джонсън, Робърт Дж. Локууд, Уили Браун, Сон Хаус и Уили Джонсън. На 9 април 1941 г., на 30-годишна възраст мобилизиран в армията. Трудно се приспособява към военния живот и е уволнен на 3 ноември 1943 г., в разгара на Втората Световна Война, без дори да е изпращан отвъд океана. Уулф се завръща при семейството си и помага във фермата, като от време на време свири, както през 30-те. През 1948 г. Уулф сформира първата си група заедно с Джуниър Паркър, Мат Мърфи, и Уили Джонсън, пианист, запомнен само като „Дестръкшън“ (Унищожение), и барабаниста Уили Стийл. Освен това е радиоводещ в KWEM в Западен Мемфис, Арканзас. По това време е забелязан от Сам Филипс, който организира първите му записи през 1951 г.

## Кариера

### 50-те
Хаулин Уулф бързо става местна звезда и започва да свири в група заедно с Уили Джонсън и китариста Пат Хеър. Първите му записи са през 1951 г. като сешън музикант с Bihari brothers за Chess Records и за Modern Records. През август същата година Chess издават „How Many More Years“; за Modern той записва „Moanin' at Midnight“ с Айк Търнър в края на 1951 и началото на 1952 г. В крайна сметка Chess печелят певеца и той се премества в Чикаго, Илинойс.
Когато през 1953 г. се установява в Чикаго, той сформира нов състав, който включва китариста Джоди Уилямс. След година Уулф примамва китариста Хюбърт Съмлин да напусне Мемфис и да дойде в Чикаго; изразителните сола на Съмлин перфектно допълват гласа на Бърнет. Въпреки че съставът на групата се сменя често през годините, като се взимат различни китаристи за записите и за концертите, включително Уили Джонсън, Джоди Уилямс, Лий Купър, Л.Д. Макгий, Отис Смутърс и брат му Албърт Смутърс, Джими Роджърс, Фреди Робинсън и Бъди Гай, с малки изключения през 50-те, Съмлин свири с Уулф до края на кариерата му. През 1956 г. Уулф записва „Smokestack Lightnin'“ с Уили Джонсън и Хъбърт Съмлин (китари), Хозеа Лий Кенард (пиано), Уили Диксън (бас) и Ърл Филипс (барабани).
През 50-те Улф има четири хита в Р&Б класациите на Bilboard: „How Many More Years“ е първият му и най-голям хит, достигнал до номер 4 през 1951 г.; „Moanin' at Midnight“ достига десето място същата година; „Smokestack Lightning“ остава в класациите три седмици през 1956 г. и достига 8-о място; и „I Asked For Water (She Gave Me Gasoline)“, която се задържа само една седмица през 1956 г., но достига 8-а позиция. През 1959 г., излиза първия албум на Уулф „Moanin' in the Moonlight“, който е сбор от издавани преди това сингли.
В периода 1959 – 60 г. песните на Уулф придобиват нова енергия и се ориентират към рок енд ролзвученето. „Howlin' For My Baby“, „Wang-Dang-Doodle“ и „Shake For Me“ са записани по това време.

### 60-те
Албумът му от 1962 г., „Howlin' Wolf“ става много популярен и оказва силно влияние върху блуса. Албумът включва „Wang Dang Doodle“, „Goin' Down Slow“, „Spoonful“, и „Little Red Rooster“, които влизат в репертоара на много британски и американски групи, повлияни от чикагския блус. През 1964 прави турне в Европа като част от Американския фолк-блус фестивал. През 1965 г., участва в телевизионното предаване Купон по настояване на The Rolling Stones, които също щели да участват с кавър версия на „Little Red Rooster“ от един от предишните си албуми. Уулф често записва с басиста и автор на песни Уили Диксън, който написва за Уулф блус-стандартите „Spoonful“, „I Ain't Superstitious“, „Little Red Rooster“, „Back Door Man“, „Evil“, „Wang Dang Doodle“.
През септември 1967 г., заедно с Бо Дидли и Мъди Уотърс създават албума „The Super Super Blues Band“, който се състои от блус стандарти на Chess, включително „The Red Rooster“ и „Spoonful“.

### 70-те
През май 1970 г., Хаулин Уулф, заедно с Хюбърт Съмлин, младия чикагски изпълнител на хармоника Джеф Карп заминават за Лондон с продуцента на Chess Норман Дайрън за да запишат „The London Howlin' Wolf Sessions“, в който участие взимат и британски блус и рок музиканти като Ерик Клептън, Стив Уинууд, Ринго Стар, Бил Уайман, Чарли Уотс и други. През 1973 г., записва последния си албум „The Back Door Wolf“.

## Личен живот
За разлика от много други блус музиканти, след като започва музикалната си кариера, Хаулин Уулф никога повече не е имал финансови проблеми. Имайки вече успех в Мемфис, той се описва като „единственият, който сам се отправя от Делтата като джентълмен“ към Чикаго, при това със собствена кола и четиристотин долара в джоба, което е рядкост за черен блусмен от онова време. Това е резултат от популярността му и желанието му да избяга от клопките на алкохола, хазарта и различните опасности свързани с леките жени, на които много от връстниците му стават жертви. Бърнет фактически няма образование до 40-те си години, когато се връща в училище и взима диплома за средно образование, а по-късно учи счетоводство и други бизнес курсове, които да помогнат бизнес кариерата му.
Уулф се запознава с бъдещата си съпруга – Лили, когато тя идва на една от изявите му в чикагски клуб. Тя и семейството ѝ са от града, имат добро образование и не го харесват особено. Въпреки това Уулф веднага е привлечен от нея и успява да я спечели. Според тези, които са ги познавали, двойката останала силно влюбена до края. Заедно отглеждат двете дъщери на Лили – Бети и Барбара от по-ранна връзка.
След като се жени за Лили, която поема управлението на финансите, Уулф е толкова стабилен финансово, че може да предложи на членовете на групата си не само добра заплата, но и облаги като например здравни осигуровки; това му позволява също така да наеме най-добрите музиканти и да поддържа доброто ниво на групата. Според дъщерите му, той никога не е бил екстравагантен, като наприер това, че кара Понтиак, а не някоя по-скъпа и лъскава кола.
Здравето на Уулф се влошава в края на 60-те и през 70-те. Прекарва няколко инфаркта, а през 1970 г. бъбреците му са сериозно наранени при автомобилна катастрофа. Умира на 10 януари 1976 г., от усложнение на бъбречна болест. Погребан е в Хилсайд, окръг Кук, Илинойс. На големия надгробен камък, закупен от Ерик Клептън, са гравирани китара и устна хармоника.
Всяка година в Уест Пойнт, Мисисипи се състои блус фестивал в памет на Хаулин Уулф и се провеждат джемове в джук джойновете в града. Някои от музикантите свирили на тези джемове са Хюбърт Смит, Уили Смит, Калвин Джонс, Боб Марголин, Уили Кинг, Кени Браун, Burnside Exploration и други. През 2008 г., излиза филма „Кадилак рекърдс“, в който Уулф е изигран от Емон Уокър.

## Избрани награди и признания

### Залата на славата на Грами
През 1999 г., в Залата на славата на Грами е включена песента „Smokestack Lightning“. Тази специална награда се връчва от 1973 г. за песни записани преди поне 25 години, които имат „качествено или историческо значение“.

### Рокендрол зала на славата
През 1995 г., в списъка с 500-те песни оформили звука на рокендрола в Рокендрол залата на славата са включени три песни на Хаулин Уулф. Това са „Smokestack Lightning“ (1956), „Spoonful“ (1960) и „The Red Rooster“ (1962).

### Награда за блус музика
| Хаулин Уулф: Блус награда |                                                                     |                                   |           |
| Година                    | Категория                                                           | Заглавие                          | Резултат  |
| 2004                      | Исторически блус албум на годината                                  | The London Howlin' Wolf Sessions  | Номиниран |
| 1995                      | Преиздаден албум на годината                                        | Ain't Gonna Be Your Dog           | Номиниран |
| 1992                      | Оригинален или преиздаден блус албум – американски или чуждестранен | The Chess Box—Howlin' Wolf        | Спечелил  |
| 1990                      | Оригинален/преиздаден (чуждестранен)                                | Memphis Days                      | Номиниран |
| 1989                      | Оригинален/преиздаден (САЩ)                                         | Cadillac Daddy                    | Номиниран |
| 1988                      | Оригинален/преиздаден (чуждестранен)                                | Killing Floor: Masterworks Vol. 5 | Спечелил  |
| 1987                      | Оригинален/преиздаден (САЩ)                                         | Moanin' in the Moonlight          | Спечелил  |
| 1981                      | Оригинален/преиздаден (чуждестранен)                                | The Real Folk Blues               | Номиниран |

### Отличия и въвеждания
На 17 септември 1994 г. пощенските служби на САЩ издават възпоменателна марка с Хаулин Уулф.
| Въвеждания на Хаулин Уулф в зали на славата |                             |
| Година                                      | Категория                   |
| 2003                                        | Зала на славата на Мисисипи |
| 1991                                        | Рокендрол зала на славата   |
| 1980                                        | Блус зала на славата        |

## Дискография
- 1959: Moanin' in the Moonlight
- 1962: Howlin' Wolf Sings the Blues; Howlin' Wolf
- 1964: 'Rockin' The Blues - Live In Germany
- 1965: The Real Folk Blues
- 1966: Live In Cambridge
- 1966: The Super Super Blues Band
- 1967: More Real Folk Blues
- 1969: The Howlin' Wolf Album
- 1971: Message to the Young
- 1971: The London Howlin' Wolf Sessions
- 1972: Live and Cookin' (At Alice's Revisited)
- 1973: Evil - Live at Joe's Place
- 1973: The Back Door Wolf
- 1974: London Revisited